# Kevin Rittberger
Kevin Rittberger (* 1977 in Stuttgart) ist ein deutscher Theaterregisseur und Bühnenautor.

## Leben
Rittberger studierte an der Freien Universität Berlin Neuere Deutsche Literatur, Publizistik und Kommunikationswissenschaften.
Seit 2004 Arbeiten als Kurator, Redakteur und Übersetzer sowie als Regisseur und Autor von Bearbeitungen und eigenen Stücken an folgenden Theatern: Staatstheater Stuttgart, Deutsches Schauspielhaus in Hamburg, Schauspielhaus Wien, Schauspiel Frankfurt, Düsseldorfer Schauspielhaus, Residenztheater München, Deutsches Theater Berlin, Theater und Orchester Heidelberg sowie Maxim-Gorki-Theater.
Für seine Inszenierungen „Die Abschaffung der Arten“ (Dietmar Dath) am Deutschen Theater Berlin sowie „Nachrichten aus der ideologischen Antike“ (nach Alexander Kluge) am Deutschen Schauspielhaus in Hamburg bekam Rittberger den Kurt-Hübner-Regiepreis verliehen.
Seine Inszenierung von Die Marquise von O.... nach Heinrich von Kleist sowie die von Rittbergers eigenem Stück „Lasst euch nicht umschlingen ihr 150000000!“, beide im Schauspiel Frankfurt, wurden zu den Ruhrfestspielen in Recklinghausen eingeladen. Für das Schauspielhaus Wien schrieb er „Kassandra oder Die Welt als Ende der Vorstellung“ (Uraufführung: Felicitas Brucker) und wurde damit 2011 für den Mülheimer Dramatikerpreis nominiert. Auch sein Stück „IKI.radikalmensch“ (Uraufführung: Rieke Süßkow) erhielt 2019 eine Nominierung. Aufgrund der Pandemie wurde das Preisgeld 2020 unter allen acht Autoren aufgeteilt.

## Ehrungen und Auszeichnungen
- 2010: Kurt-Hübner-Regiepreis
- 2011 & 2020: Nominierungen für den Mülheimer Dramatikerpreis
- 2012: „Jürgen Bansemer & Ute Nyssen-Dramatikerpreis“

## Veröffentlichungen
- Organisation/Organisierung, hrsg. mit Matthias Naumann, Neofelis Verlag 2019.
- Puppen, drei Stücke, Verlag der Autoren, 2011.
- Arglosigkeit, Textem Verlag, 2016.

## Uraufführungen
- Schwarzer Block, Maxim Gorki Berlin, 2020
- The Männy. Eine Menschtierverknotung, Schauspiel Hannover, 2020
- Recht auf Welt. Kassandra/Prometheus, Residenztheater München, 2019.
- IKI. radikalmensch, Schauspiel Osnabrück, 2019
- Peak White oder Wirr sinkt das Volk, Theater und Orchester Heidelberg, 2016
- Mulian Rescues Mother Earth, Taipei Arts Festival, mit Sun Son Ensemble, 2014
- plebs coriolan, Schauspielhaus Wien, 2013
- Candide. Acting in Concert, Schauspielhaus Düsseldorf, 2013
- Kimberlit, Schauspiel Frankfurt, 2013
- Lasst euch nicht umschlingen ihr 150000000!, Ruhrfestspiele Recklinghausen und Schauspiel Frankfurt, 2012
- Puppen, Schauspielhaus Düsseldorf, 2011
- Man kann vielleicht aus Terroristen Demokraten machen, nicht aber aus Depressiven, (Kurzstück) Schauspielhaus Wien, 2011
- Kassandra oder die Welt als Ende der Vorstellung, Schauspielhaus Wien, 2011
- Koro oder die Wachstumskrise, (Kurzstück) Schauspielhaus Wien, 2010
- Fast Tracking oder der Tod der Kunqu-Oper, Kulturhaus III&70 und Deutsches Schauspielhaus, Hamburg, 2008
- Beyond History, Deutsches Schauspielhaus, Hamburg, 2007
- Fake for Real, Kulturhaus III&70, Hamburg, 2007

## Arbeiten als Kurator
- Community in Progress, Theater Basel, 2015–2016.
- Enthusiasm, Düsseldorfer Schauspielhaus, 2012.
- Entschleunigung, Deutsches Schauspielhaus in Hamburg, 2007.

## Stipendien
- 2008: Kunststiftung Baden-Württemberg
- 2009, 2012: Deutscher Literaturfonds
- 2009: Hans-Gratzer-Stipendium
- 2011: writer on attachment am National Theatre London

## Notizen
1. ↑  Interview, zur Absage einer Podiumsdiskussion im Theaterhaus Gessnerallee. Grund der Absage war die geplante Teilnahme von Marc Jongen.

| Personendaten    | Personendaten                              |
| ---------------- | ------------------------------------------ |
| NAME             | Rittberger, Kevin                          |
| KURZBESCHREIBUNG | deutscher Theaterregisseur und Bühnenautor |
| GEBURTSDATUM     | 1977                                       |
| GEBURTSORT       | Stuttgart                                  |